# Kinnula
Kinnula là một đô thị của Phần Lan.
Vị trí ở tỉnh Tây Phần Lan trong vùng Trung Phần Lan. Đô thị này có dân số 1.977 người (năm 2003) và diện tích 495,83 km² trong đó có 34,89 km² là diện tích mặt nước. Mật độ dân số là 4 người trên mỗi km².
Dân đô thị này chỉ sử dụng tiếng Phần Lan